# Costume de la préhistoire
Le costume de la préhistoire est l'ensemble des effets d'habillements, porté par les homos sapiens, durant la période allant du paléolithique inférieur (-100 000 ans), jusqu'à l'âge du fer (-500 ans). Ces différents habillements sont déduits par les archéologues et préhistoriens, à partir des vestiges préhistoriques ou des premières représentations sculptées ou dessinées, attestant d'une activité artisanale dans le domaine de la fabrication de vêtements, d'étoffes, de parures et d'accessoires. Les peaux des animaux sauvages tués lors des chasses, ont été les premières matières utilisées par les hommes préhistoriques, afin de se protéger des climats rigoureux, notamment durant la dernière période glaciaire. Une sépulture préhistorique sur l'ile de Gotland (Suède), montre des squelettes de femmes portant des festons en dents de phoque pouvant être des vestiges de robes en peaux de phoque. 